# Sherif Rizkallah

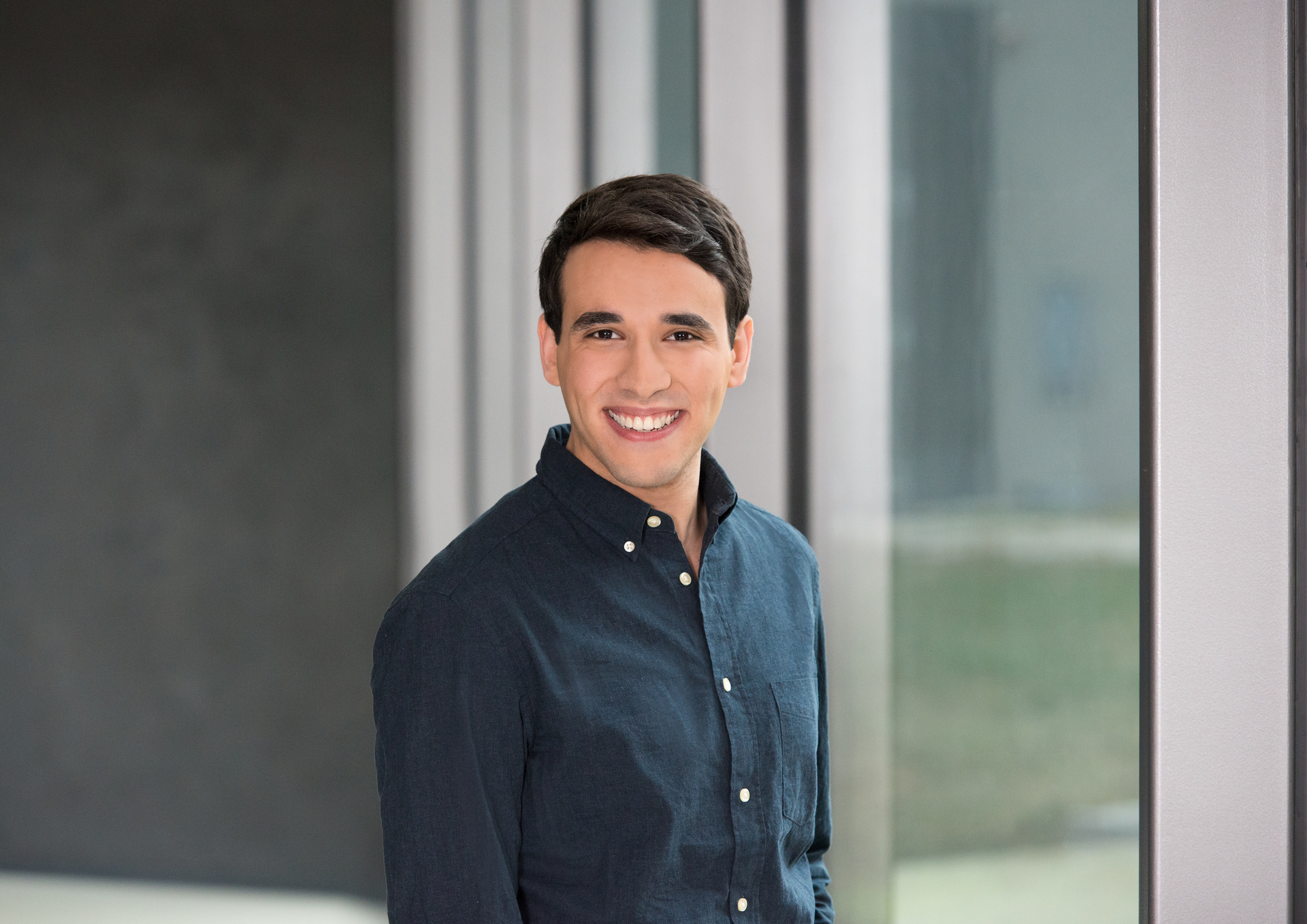
Sherif Rizkallah (2019)

Sherif Rizkallah (* 11. September 1995 in Kairo, Ägypten) ist ein ägyptisch-deutscher Fernsehjournalist, Fernsehmoderator und Fernsehreporter. Er zählt zu den „TOP 30 bis 30“ des Medium Magazin 2024.

## Ausbildung
Sherif Rizkallah wuchs in Kairo auf, besuchte dort einen deutschen Kindergarten und die Deutsche Evangelische Oberschule Kairo, an der er 2014 sein Abitur ablegte. Danach zog er nach Deutschland und studierte Politik-/Gesellschafts- und Rechtswissenschaften an der Rheinischen Friedrich-Wilhelms-Universität Bonn. Im September 2018 schloss er mit einem Bachelor ab. Während seines Studiums (von 10/2014 bis 09/2017) wurde er vom Deutschen Akademischen Austauschdienst e.V. (DAAD) gefördert. Er absolvierte zwischen 2018 und 2020 ein Masterstudium der Friedens- und Sicherheitspolitik an der Universität Hamburg. und studiert aktuell Politische Theorie an der Universität Frankfurt.

## Berufliche Laufbahn
Er absolvierte einige Praktika bei ARD und ZDF, etwa im ZDF-Studio Kairo, im ZDF-Hauptstadtstudio, bei der Redaktion der Sendung WDRforyou und im ARD-Studio in New York. Er war in der ZDF-Hauptredaktion für Politik und Zeitgeschehen als Student tätig, war 2017 Moderator der Talkshow HÖRSAALTalk und arbeitete als Reporter für WDRforyou. Seit März 2019 moderiert er als Hauptmoderator beim ZDF die Kindernachrichtensendung logo!, die bei KiKA, im KiKA Player und in der ZDFmediathek ausgestrahlt wird, in der er schon einmal im Jahr 2013 für ein Live-Interview über die damals aktuelle Situation in Ägypten vor der Kamera stand. Er moderiert das unterhaltsame ZDF-Wissensformat bei YouTube „5 ½ Fakten“ und berichtet als Reporter aus Kriegs- und Krisengebieten, darunter von der Flüchtlingskrise im Mittelmeer, aus der Ukraine oder von der Hungersnot auf Madagaskar. Außerdem moderierte er TV-Shows wie den Prix Jeunesse, den KiKA Award und ist regelmäßig in Fernsehsendungen wie den Allstars von „KiKA Live“ zu Gast. 

## Soziales Engagement
Sherif engagiert sich als Lesebotschafter der Stiftung Lesen und hat für die Aktion Schule ohne Rassismus – Schule mit Courage Schulpartnerschaften übernommen.

## Auszeichnungen
2017 erhielt er den mit 1.000 Euro dotierten DAAD-Preis für hervorragende Leistungen ausländischer Studierender an deutschen Hochschulen, der vom DAAD und der WWU Münster verliehen wird. Für seine Arbeit als Journalist und Moderator erhielt er zahlreiche Auszeichnungen, darunter den Ulrich Wickert Journalistenpreis, den Medienpreis der Kindernothilfe sowie den wichtigsten Preis im deutschen Kinderfernsehen, „Goldener Spatz“ in der Kategorie „Information, Dokumentation, Dokumentarfilm“. 